# Handelsname
Ein Handelsname (auch: Handelsbezeichnung) ist die als Wortmarke geschützte Bezeichnung eines Artikels, eines Herstellungsverfahrens, einer chemischen Verbindung oder Ähnlichem. Besonders auffällig wird die Verwendung von Markennamen in der Chemie und der Pharmazie, weil die korrekten chemischen Bezeichnungen oft sehr komplex und damit nicht eingängig sind.
Als bekannte Beispiele kann man Acetylsalicylsäure (Abk. ASS) nennen, die als Aspirin (Bayer AG) bekannt wurde, Polystyrol, das im geschäumten Zustand als Styropor (Marke der BASF) bekannt ist, Polytetrafluorethylen (Teflon) als Marke von DuPont oder Tempo als Gattungsname für Papiertaschentücher. Man spricht hier zum Teil auch von „generischen Markennamen“, deren Produktnamenschutz sich bisweilen schwierig gestaltet.

## Nicht geschützte Handelsnamen
Neben den Markennamen werden im Lebensmittel- und Blumenhandel Handelsnamen für umgangssprachlich unübliche Bezeichnungen von Waren nach Marketing-Gesichtspunkten ausgewählt, zum Beispiel:
- Südfrüchte für eine Gruppe von klassischem Import-Obst
- Flugente für die Warzenente, Forellenstör für den Seeteufel, Seeaal für den Dornhai. Auch die heute übliche Bezeichnung Seelachs für den Köhler beruht auf solchem Marketing.

Auch in der Textilindustrie, beim Hausbau und im Haushalt sind Handelsnamen üblich:
- Modefarben, etwa Beige, Ecru, Sahara, Mohair
- für Farbnuancen (siehe Naturfarben)